# Dear Love: A Beautiful Discord
| Оценки критиков     | Оценки критиков |
| Источник            | Оценка          |
| ------------------- | --------------- |
| Absolute Punk       | 90%             |
| AllMusic            | [ 2 ]           |
| Jesus Freak Hideout | [ 3 ]           |

Dear Love: A Beautiful Discord — дебютный студийный альбом американской металкор группы The Devil Wears Prada, выпущенный 22 августа 2006 года на звукозаписывающем лейбле Rise Records.
Альбом включает в себя перезаписанные версии всех треков из демоальбома группы, Patterns of a Horizon, а также два оригинальных трека, «Texas is South» и «Dogs Can Grow Beards All Over». В заключительном треке, «Salvation», звучит гостевой вокал Коула Уоллеса из группы Gwen Stacy.

## Список композиций
Все тексты написаны Майком Граника, вся музыка написана The Devil Wears Prada.
| №                   | Название                                             | Длительность |
| ------------------- | ---------------------------------------------------- | ------------ |
| 1.                  | «The Ascent»                                         | 1:10         |
| 2.                  | «Gauntlet of Solitude»                               | 2:42         |
| 3.                  | «Dogs Can Grow Beards All Over»                      | 3:29         |
| 4.                  | «And the Sentence Trails Off...»                     | 4:13         |
| 5.                  | «Rosemary Had an Accident»                           | 5:10         |
| 6.                  | «Redemption»                                         | 0:52         |
| 7.                  | «Swords, Dragons & Diet Coke»                        | 4:06         |
| 8.                  | «Who Speaks Spanish, Colon Quesadilla»               | 3:58         |
| 9.                  | «Texas Is South»                                     | 6:08         |
| 10.                 | «Modeify the Pronunciation»                          | 4:35         |
| 11.                 | «Salvation» (с участием Коула Уоллеса из Gwen Stacy) | 3:36         |
| Общая длительность: | Общая длительность:                                  | 39:55        |

## Участники записи

### Состав группы
- Дэниэл Уильямс (англ. Daniel Williams) — ударные
- Майк Граника (англ. Mike Hranica) — ведущий вокал
- Джереми ДеПойстер (англ. Jeremy DePoyster) — ритм-гитара, чистый вокал
- Энди Трик (англ. Andy Trick) — бас-гитара
- Крис Руби (англ. Chris Rubey) — соло-гитара
- Джеймс Бэйни (англ. James Baney) — клавишные, синтезатор, фортепиано